# Josep Narbón Noet
José Narbón Noet (Sant Adrià del Besòs, 5 d'octubre de 1925 - Barcelona, 2 de setembre de 2011) va ser un polític i empresari català, conegut per la seva activitat com a alcalde de Sant Adrià del Besós i la seva participació en diverses organitzacions polítiques durant el segle xx. Narbón es va destacar com a tècnic metal·lúrgic i propietari d'una indústria del sector. La seva formació inicial es va produir en el si del Frente de Juventudes, on va ocupar el càrrec de secretari. A més, va ser alferes de milícies universitàries i militant del SEU (Sindicato Español Universitario).
La seva implicació en l'àmbit polític el va portar a formar part de FET-JONS, on va exercir com a conseller local durant diversos anys i va ingressar a la Guardia de Franco. La seva carrera política va assolir el punt àlgid quan va ser designat regidor pel terç corporatiu el 1954, ocupant posteriorment la tercera tinència d'alcaldia. El 1961, Narbón va ser nomenat alcalde de Sant Adrià del Besós, exercint aquest càrrec fins al 1966.
Dins de la seva activitat empresarial, destaca el contracte d'arrendament que va subscriure el desembre de 1974 amb l'empresa PROMOLIDER. Aquest contracte, valorat en 18.000.000 de pessetes anuals, va ser signat amb Juan Chamalanch Noguer, director general de CEMOTO. Els germans Narbón eren propietaris del 9,2% de les accions de CEMOTO.